# From the Beginning
From the Beginning é uma coletânea da banda de rock britânica Small Faces. Lançada em junho de 1967 pela Decca, alcançou a 17ª colocação nas UK Albums Chart.
O álbum foi idealizado por Don Arden e lançado sem o consentimento do grupo, depois que eles deixaram a Decca para assinar com o selo Immediate de Andrew Loog Oldham.

## Faixas
Todas as faixas compostas por Steve Marriott e Ronnie Lane, exceto onde observado em contrário.
Lado um
1. "Runaway" (Crook, Shannon)
2. "My Mind's Eye"
3. "Yesterday, Today & Tomorrow"
4. "That Man"
5. "My Way of Giving"
6. "Hey Girl"
7. "(Tell Me) Have You Ever Seen Me"

Lado dois
1. "Come Back And Take This Hurt Off Me" (Covay, Miller)
2. "All or Nothing"
3. "Baby Don't You Do It" (Holland-Dozier-Holland)
4. "Plum Nellie"
5. "Sha-La-La-La-Lee" (Kenny Lynch, Shuman)
6. "You've Really Got a Hold on Me" (Robinson)
7. "Whatcha Gonna Do About It" (Potter, Samwell)